# Protolaurazië
Protolaurazië is een naam voor de paleocontinenten Laurazië, Siberisch Kraton, West-Gondwana en Baltica. Omdat deze paleocontinenten na het uiteenvallen van Rodinia nog enige tijd bij elkaar lagen, worden ze vaak als een continent beschouwd.